# George Ford
George Ford (Oldham, 16 de març de 1993) és un jugador de rugbi anglès. Juga als Leicester Tigers com a mig d'obertura. És el fill de Mike Ford, entrenador de defenses de la selecció anglesa i exjugador de rugbi lliga. El seu germà Joe Ford juga als Leeds Carnegie.
L'octubre de 2011 va guanyar el premi al Millor Jugador Jove de l'any que entrega l'IRB, convertint-se en el primer anglès a aconseguir-ho.
El 8 de novembre de 2009 es va convertir en el jugador més jove en debutar com a professional amb 16 anys i 237 dies, en un partit de la LV Cup entre Leicester i Leeds. No va ser fins al 27 de novembre de 2010 quan va debutar a l'Aviva Premiership sortint des de la banqueta. No es va estrenar de titular fins al setembre de 2011 en la derrota del Leicester per 30-28 davant l'Exeter Chiefs.